# Inseme per a Corsica
 (juillet 2015).
Si vous disposez d'ouvrages ou d'articles de référence ou si vous connaissez des sites web de qualité traitant du thème abordé ici, merci de compléter l'article en donnant les références utiles à sa vérifiabilité et en les liant à la section « Notes et références ».
Inseme per a Corsica (en français, Ensemble pour la Corse) est un parti politique se réclamant du nationalisme corse.

## Historique
Le mouvement est lancé en 2008 sur la base de la démarche locale Inseme per Bastia. En 2010, à l'occasion des élections territoriales, Inseme per a Corsica constitue avec le PNC et la Chjama Naziunale, la coalition autonomiste Femu a Corsica qui parvient à totaliser 25,89 % des voix. La liste Femu a Corsica obtient ainsi 11 sièges (dont 3 issus du mouvement Inseme), devenant le troisième groupe de l'Assemblée.
Son principal représentant est Gilles Simeoni, qui mène une liste aux élections municipales de Bastia en mars 2014. Victorieux au second tour, il est élu maire de la ville. En décembre 2015, la liste Femu a Corsica alliée avec Corsica Libera remporte les élections territoriales et Simeoni devient président du Conseil exécutif de Corse.
Femu a Corsica s'est constitué après sept années d'existence en parti politique, lors d'un congrès fondateur en octobre 2017 qui prévoit, à terme, la dissolution de ses trois partis fondateurs A Chjama, Inseme per a Corsica et le PNC.